# Chartographa
Chartographa is een geslacht van vlinders van de familie spanners (Geometridae), uit de onderfamilie Larentiinae.

## Soorten
- C. convexa Wileman, 1912
- C. fabiolaria Oberthür, 1884
- C. ludovicaria Oberthür, 1880
- C. plurilineata Walker, 1862
- C. trigoniplaga Hampson, 1895